# Великомостенський деканат
Великомостенський деканат — колишня структурна одиниця Перемишльської єпархії греко-католицької церкви з центром в м. Великі Мости. Очолював деканат декан.

## Територія
В 1936 році в Великомостенському деканаті було 14 парафій:
1. Парафія с. Батятичі з філіями в с. Дальнич, с. Здешів та приходом у с. Зубоміст, с. Рожанка, с. Константівка, с. Толмач, с. Грушка, с. Пеньки, с. Гиравець;
2. Парафія с. Боянець;
3. Парафія с. Бутини;
4. Парафія с. Двірці з приходом у с. Волиця;
5. Парафія с. Деревня з філією в с. Кулява;
6. Парафія с. Купичволя;
7. Парафія с. Любеля з приходом у с. Бесіди;
8. Парафія м. Мости Великі з приходом у присілках Борове, Лугове;
9. Парафія с. Пристань;
10. Парафія с. Реклинець з філією в с. Стремінь;
11. Парафія с. Сілець Белзький.

### Декан
- 1936 — Павлюк Матвій в Боянци.

### Кількість парафіян
1936 — 29 144 особи.
Деканат було ліквідовано в 1946 р.